# 메타버스

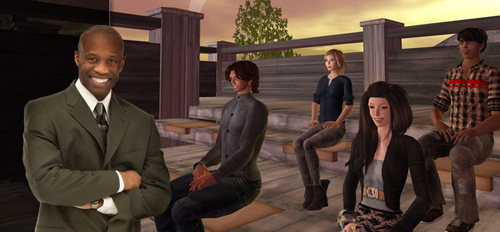

메타버스(metaverse) 또는 확장 가상 세계는 가상, 초월을 의미하는 '메타'(meta)와 세계, 우주를 의미하는 '유니버스'(universe)를 합성한 신조어다. '가상 우주'라고 번역하기도 했다. 1992년 출간한 닐 스티븐슨의 소설 '스노 크래시'에서 가장 먼저 사용했다. 이는 실제 생활과 법적으로 인정한 활동인 직업, 금융, 학습 등이 연결된 3차원 가상 세계 또는 현실감 있는 4차원 가상 시공간을 뜻한다. 가상현실, 증강현실을 결합한 상위 개념으로서 현실을 디지털 기반의 가상 세계로 확장해 가상 공간에서 모든 활동을 할 수 있게 만드는 시스템이다. 구체적으로 정치와 경제, 사회, 문화 전반적 측면에서 현실과 비현실이 공존하는 생활형, 게임형 가상 세계라는 의미로 폭넓게 사용한다.

## 정의
메타버스라는 개념의 뚜렷한 정의는 아직까지 확립되지 않았다. 일반적으로는 '현실 세계와 같은 사회적·경제적 활동이 통용되는 3차원 가상공간' 정도의 의미로 사용되고 있으나, 학자나 기관마다 나름 정의를 내리고 있어 넓은 의미로 통용되고 있다.
대한민국의 경우, 심임보 교수는 '대한민국 4차 산업혁명 페스티벌'에서 메타버스를 "가상 자아인 아바타를 통해 경제, 사회, 문화, 정치 활동 등을 이어가는 4차원 가상 시공간"으로 정의하였다. 이외에 손강민 등은 메타버스를 "모든 사람들이 아바타를 이용하여 사회, 경제, 문화적 활동을 하게 되는 가상의 세계"라고 정의했으며, 류철균 등은 메타버스를 "생활형 가상세계", "실생활과 같이 사회, 경제적 기회가 주어지는 가상현실공간"이라 정의했다. 또한 서성은은 메타버스를 "단순한 3차원 가상공간이 아니라, 가상공간과 현실이 적극적으로 상호작용하는 공간이며 방식 그 자체", "현실과 가상세계의 교차점이 3d 기술로 구현된 또 하나의 세계"라고 정의했다. 김국현의 경우, 메타버스의 현실의 재구성이라는 측면에 주목했다. 「메타버스 내 게임형 가상세계와 생활형 가상세계에 대한 연구」에 따르면 그는 『웹 2.0의 경제학』에서 메타버스를 "기존의 현실 공간이었던 현실계(도구로서의 가상공간)와 현실의 것을 가상세계로 흡수한 것이었던 이상계(현실의 모사공간), 그리고 현실과 다른 상상력에 의한 대안의 가상현실인 환상계(인간의 환상과 욕망이 표출되는 공간)가 융합된 공간"이라 정의했다.
미국전기전자학회의 표준에 따르면 메타버스는 "지각되는 가상세계와 연결된 영구적인 3차원 가상 공간들로 구성된 진보된 인터넷"이라는 의미를 지닌다. 비영리 기술 연구 단체인 ASF(Acceleration Studies Foundation)은 메타버스를 "가상적으로 향상된 물리적 현실과 물리적으로 영구적인 가상공간의 융합"이라고 정의했다.
메타버스를 사람들이 왜 접근하는가에 대해 논리적으로 접근해야 한다는 의견도 존재한다. 예를들어 현실과 메타버스가 완전히 같다면 사람들은 굳이 메타버스를 이용할 필요가 없고 매력을 느낄 수 없다. 따라서 메타버스는 현실에서 충족할 수 없는 것을 충족할 수 있는 무언가를 고려해야 한다.

## 유래
가상 공간으로서의 메타버스는 1992년 닐 스티븐슨(Neal Stephenson)의 소설 《스노우 크래쉬》에서 처음 등장한 개념과 용어이다. 다음은 작품 속 메타버스 묘사를 인용하였다.
 양쪽 눈에 서로 조금씩 다른 이미지를 보여 줌으로써, 3차원적 영상이 만들어졌다. 그리고 그 영상을 일초에 일흔두 번 바뀌게 함으로써 그것을 동화상으로 나타낼 수 있었다. 이 삼차원적 동화상을 한 면당 이 킬로픽셀의 해상도로 나타나게 하면, 시각의 한계 내에서는 가장 선명한 그림이 되었다. 게다가 그 작은 이어폰을 통해 디지털 스테레오 음향을 집어넣게 되면, 이 움직이는 삼차원 동화상은 완벽하게 현실적인 사운드 트랙까지 갖추게 되는 셈이었다.
그렇게 되면 히로는 이 자리에 있는 것이 아니었다. 그는 컴퓨터가 만들어내서 그의 고글과 이어폰

 계속 공급해주는 가상의 세계에 들어가게 되는 것이었다. 컴퓨터 용어로는 《메타버스》라는 이름으로 불리는 세상이었다. 
이처럼 작품 속에서 메타버스의 기술적 근간을 상세히 설명한다. 메타버스는 고글과 이어폰, 즉 시청각 출력장치를 이용해 접근하는 가상세계로 규정한다.
 그들은 빌딩들을 짓고, 공원을 만들고, 광고판들을 세웠다. 그뿐 아니라 현실 속에서는 불가능한 것들도 만들어냈다. 가령 공중에 여기저기 흩어져 떠다니는 조명쇼, 삼차원 시공간 법칙들이 무시되는 특수 지역, 서로를 수색해서 쏘아죽이는 자유 전투 지구 등.

단 한 가지 다른 점이 있다면, 이것들은 물리적으로 지어진 것들이 아니라는 점이었다. 더 스트리트 자체가 실재하는 것이 아니기 때문에, 더 스트리트는 다만 종이에 적힌 컴퓨터 그래픽 규약일 뿐이었다. 아니, 그것들은 광섬유 네트워크를 통해 전세계에 공개된 소프트웨어 조각들일 뿐이었다. 
 이런 것들을 건설하기 위해서는, <세계 멀티미디어 규약 단체 협의회>의 허락을 받아야했다. 더 스트리트의 빈터를 사들이고, 지역 개발 승인을 받고, 각종 허가 사항을 득하고, 검사원들을 매수하고 하는 따위의 일들을 해야 했다. 기업들이 더 스트리트에 건물을 짓기 위해 내는 돈은 <규약 단체 협의회>의 신탁 기금으로 들어갔다. 그 기금은 다시 더 스리트를 유지하고 확장하는 비용으로 사용되었다. 
위 인용문처럼, 메타버스는 소프트웨어 조각들을 통해 표현한 실존하지 않는 그래픽일 뿐이므로 현실세계와 달리 물리 법칙에 제약받지 않는다. 이런 차이에도 메타버스 속에서 경제사회 활동은 현실세계와 흡사한 형태로 나타난다.

## 메타버스의 네 가지 유형
비영리 기술 연구 단체 ASF(Acceleration Studies Foundation)은 메타버스를 '증강과 시뮬레이션', '내적인 것과 외적인 것'이라는 두 축을 가지고 우측 그림과 같이 네 가지 범주로 분류했다.

### 증강현실(Augmented Reality)
증강현실은 현실공간에 2D 또는 3D로 표현한 가상의 겹쳐 보이는 물체를 통해 상호작용하는 환경을 의미한다. 사람들에게서 가상세계에 거부감을 줄이고, 몰입감을 높이는 특징을 지닌다. 사용자가 단말기 카메라로 현재는 유적만 남은 흔적을 촬영하면 디지털로 구축된 과거의 건물이 사용자 단말기에 중첩해 보이는 장면이 증강현실 일례이다. 증강현실의 또 다른 예시로는 부동산(Property)과 디지털 기술(Technology)의 융합을 일컫는 ‘프롭테크(Proptech)’ 산업에서도 활용되고 있다는 점이다.

### 일상기록(Lifelogging)
일상기록 또는 라이프로깅(Lifelogging)은 사물과 사람에 대한 일상적인 경험과 정보를 캡처하고 저장하고 묘사하는 기술이다. 사용자는 일상생활에서 일어나는 모든 순간을 텍스트, 영상, 사운드 등으로 캡처하고 그 내용을 서버에 저장하여 이를 정리하고, 다른 사용자들과 공유가 가능하다. 센서가 부착된 스포츠 웨어를 네트워크 연결이 가능한 MP3 플레이어와 연동하여 사용해서 달린 거리, 소비 칼로리, 선곡 음악 등의 정보를 저장하고 공유하는 등의 행위가 일상기록 예시이다.

### 거울세계(Mirror Worlds)
거울세계는 실제 세계를 가능한 사실적으로, 있는 그대로 반영하되 "정보적으로 확장된" 가상세계를 말한다. 대표적인 예로 구글 어스(Google Earth)를 들 수 있다. 구글 어스는 세계 전역의 위성사진을 모조리 수집하여 일정 주기로 사진을 업데이트하면서 시시각각 변화하는 현실세계의 모습을 그대로 반영하고 있다. 기술의 발전이 계속될수록 현실이 반영된 거울세계는 점점 현실세계에 근접해갈 것이며, 이는 향후 가상현실의 커다란 몰입적 요소가 된다. 이같은 거울세계 사용자는 가상세계를 열람함으로써 현실세계에 대한 정보를 얻게 된다.

### 가상세계(Virtual Worlds)
가상세계(Virtual World)는 현실과 유사하거나 혹은 완전히 다른 대안적 세계를 디지털 데이터로 구축한 것이다. 가상 세계에서 사용자들은 아바타를 통해 현실세계의 경제적, 사회적인 활동과 유사한 활동을 한다는 특징이 있다. 가상세계는 우리에게 가장 친숙한 형태의 메타버스로서, 리니지와 같은 온라인 롤플레잉게임에서부터 린든 랩에서 개발된 세컨드 라이프와 같은 생활형 가상세계에 이르기까지 3차원 컴퓨터그래픽환경에서 구현되는 커뮤니티를 총칭하는 개념이다.

## 발전방향과 문제점

### 현황 및 발전방향
현재 메타버스 관심이 증가하면서 메타버스 발전을 기대한다. 메타버스를 구현한 플랫폼은 대표적으로 포트나이트, 마인크래프트, 로블록스, 동물의 숲 등이 있고, 대한민국에서는 제페토, 이프랜드 등이 있다. 대체불가능토큰의 디지털 지갑과 연동되어 메타버스 내에서 자신의 NFT 디지털아트를 전시하거나 타인의 디지털 아트를 감상할 수 있는 플랫폼들이 있다. 이러한 플랫폼에서는 NFT 거래도 가능하다. 대표적인 플랫폼으로 Spatial.io 가 있다.
이러한 상황에 린든 랩의 세컨드 라이프 인기가 큰 역할을 했다. 이를 계기로 메타버스는 웹 2.0 시대의 새로운 비즈니스 모델이자 3D 기반 인터넷 플랫폼으로 주목받는다. 또한 세컨드라이프의 성공 후, 데어닷컴, 웹킨즈 등 다수의 가상세계 서비스를 출시했다. 이로 인해 다양한 메타버스가 출현하고 상호 연결되는 거대한 가상세계인 '다중가상세계' 또는 '멀티버스'(Multiverse)의 시대의 도래가 가까워졌다.
특히 이러한 움직임은 가상세계 오픈소스 소프트웨어 개발, 가상세계 플랫폼 공급기업의 등장으로 가속화 상황이다. 린든 랩은 최근 세컨드 라이프 아바타를 다른 회사의 가상세계로 이동시키는 데에 성공해, 서로 다른 메타버스 간 상호운용성의 증진이 기대된다. 또한 가상세계와 기존 웹 2.0 서비스가 융합하는 추세다. 구글의 '라이블리'(Lively)가 대표적 사례로, 이러한 서비스들은 통상 2.5D라 불리며 가벼운 소통 도구로서 가상공간을 제공한다.
또한, 최근 코로나19 범유행 이후 비대면 추세 확산으로 인해 외부 활동이 제한되는 사회적 환경 요인은 메타버스의 확산을 매우 빠르게 하였고, 일상으로 급속도로 확장중이다. 지자체에서는 '메타버스 관광지'를 유치하여 메타버스 내에서 관광산업을 실시하고 있기도 하다. 그러나 하루 방문객이 1명에 그치는 등 무용론도 대두되고 있다.
뿐만아니라 '메타버스 개발자 경진대회'를 개최하여 개발자 양성과 더불어 산업 생태계 확장을 위한 노력도 지속하고 있다.

### 문제점
메타버스의 발전에는 몇 가지 문제점이 발생한다

#### 메타버스 내의 불법행위와 사법권
세컨드 라이프와 같은 가상세계에서 도박, 사기, 매춘 등 범죄가 발생하며 새로운 사회적 문제로 떠올랐다. 이런 일련의 사건에서 사이버상에서까지 현실의 법을 가혹하게 적용해야 하는 것을 반대하는 입장과 사이버상에서도 엄격한 윤리관을 적용해 통제헤야 한다는 의견이 존재한다.
통제하기 어려운 이유도 있다. 예를 들어, 사이버 마약의 사례처럼, 현행법이 규정하지 않아서 법률에 없는 새로운 유해물 혹은 범죄가 발생할 경우 이를 통제할 수 없다.

#### 아바타의 인격권
가상세계 내에서 현실의 자아를 대변하는 존재인 '아바타'가 모여서 커뮤니티를 형성한다는 점에서 대한민국 정부는 '메타버스'가 기존의 게임과는 다른 성격을 가지고 있다고 보았다. 코로나 19로 인한 사회적 상황으로 메타버스의 커뮤니티가 활성화 되었고 이에 성범죄가 발생하였으나 '사람'이 아니기에 처벌 규정이 없는 실정이었다. 이에 2022년 6월 29일 여성가족부가 발표한 '제4차 청소년보호종합대책'에서는 메타버스 내 아바타 성범죄에 대응해 인격권 인정 여부를 연구해 처벌 실효성을 확보하고자 하고있다.

#### 가상화폐의 현금화
가상세계의 경제 규모가 커지면서, 가상화폐의 현금화에 관한 논쟁이 발생한다. (국내의 경우 "게임산업진흥법"에 의해 가상화폐 환전은 불법으로 취급되지만, 미국에서는 린든 달러 등의 가상화폐가 미화로 환전 가능한 상태이다.)
첫번째는 가상화폐를 정당한 노동의 대가로 얻은 부가가치로 인정할 수 있느냐 하는 점이다. 현실세계에서 옷과 같은 물건을 팔아 번 돈과 장물을 팔아서 번 돈은 구분된다. 합법적 자금과 불법적 자금으로 구분하여 불법 자금은 환수하거나 이를 근거로 체포도 가능하다. 하지만, 가상세계 가입자가 아바타 의상을 디자인하여 판매해 얻은 가상화폐와 사행성 게임을 통해 발생된 가상화폐를 동일한 가치로 여긴다. 가상세계에서 이 둘을 명확히 구분하지 못하므로 문제가 발생한다.
두번째는 가상화폐를 새로운 거래수단으로 인정할지에 관련한 문제다. 인정 여부에 따라 가상경제 활성화라는 긍정적 효과 기대가 가능한 반면, 게임 과몰입 및 불법 거래, 탈세에 대한 우려가 교차하는 상황이다.

#### 가상세계 과몰입
가상세계, 특히 현실과 사회경제적 활동 양상이 닮은 메타버스에서는 기존 온라인 게임과 달리 일상 생활로 인식하며 과몰입 심화 가능성이 높다. 가상세계에 지나치게 몰입해 현실의 일상은 황폐해지고, 정체성 장애가 발생할 수도 있다는 점이 문제로 대두된다.

## 같이 보기
- 클로즈드 플랫폼
- 가상 공간
- 대규모 다중 사용자 온라인 롤플레잉 게임